# Lost in Translation
Lost in Translation — четвертий студійний альбом данського рок-гурту New Politics, який був виданий 6 жовтня 2016 року під лейблами DCD2 Records та Warner Bros. Records. До виходу альбому було випущено 5 синглів, а саме «One of Us», «CIA», «Color Green», «Madeleine» та «Lifeboat».

## Список треків
Крім Девіда Бойда, Сорена Гансена та Луїса Веккьо до написання текстів долучилися Тобіас Карлссон, Бутч Вокер та Ріверс Куомо.
| #     | Назва                                     | Тривалість |
| ----- | ----------------------------------------- | ---------- |
| 1.    | «CIA»                                     | 3:13       |
| 2.    | «One of Us»                               | 4:20       |
| 3.    | «Tell Your Dad» (за участю Ріверса Куомо) | 3:20       |
| 4.    | «Madeleine»                               | 3:34       |
| 5.    | «Color Green»                             | 4:34       |
| 6.    | «Lifeboat»                                | 3:03       |
| 7.    | «Lifted»                                  | 3:24       |
| 8.    | «Istanbul»                                | 3:20       |
| 9.    | «East Coast Thrilla»                      | 2:43       |
| 10.   | «Clouds»                                  | 3:24       |
| 34:55 |                                           |            |

## Чарти
| Назва                                | Рік  | Пікові позиції у чартах | Пікові позиції у чартах |
| Назва                                | Рік  | US Alt.                 | US Rock                 |
| ------------------------------------ | ---- | ----------------------- | ----------------------- |
| «One of Us»                          | 2017 | 10                      | 40                      |
| «CIA»                                | 2017 | —                       | —                       |
| «—» реліз, який не потрапив у чарти. |      |                         |                         |